# Strzępotek perełkowiec
Strzępotek perełkowiec (Coenonympha arcania) – motyl dzienny z rodziny rusałkowatych.

## Wygląd
Rozpiętość skrzydeł od 32 do 38 mm, dymorfizm płciowy słabo zaznaczony: u samic zwykle wyraźniejszy jasny pasek na spodzie przedniego skrzydła.

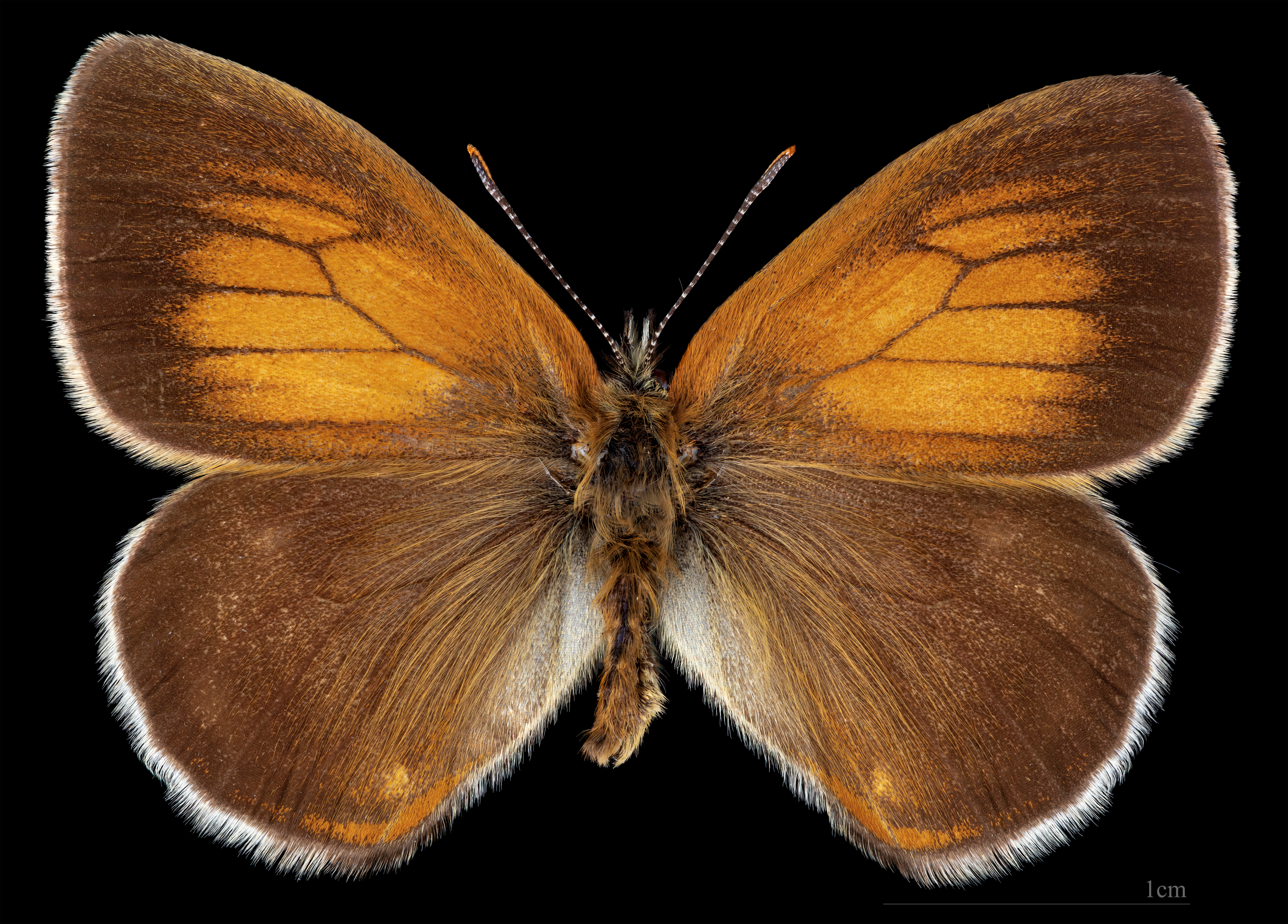
Coenonympha arcania ♂
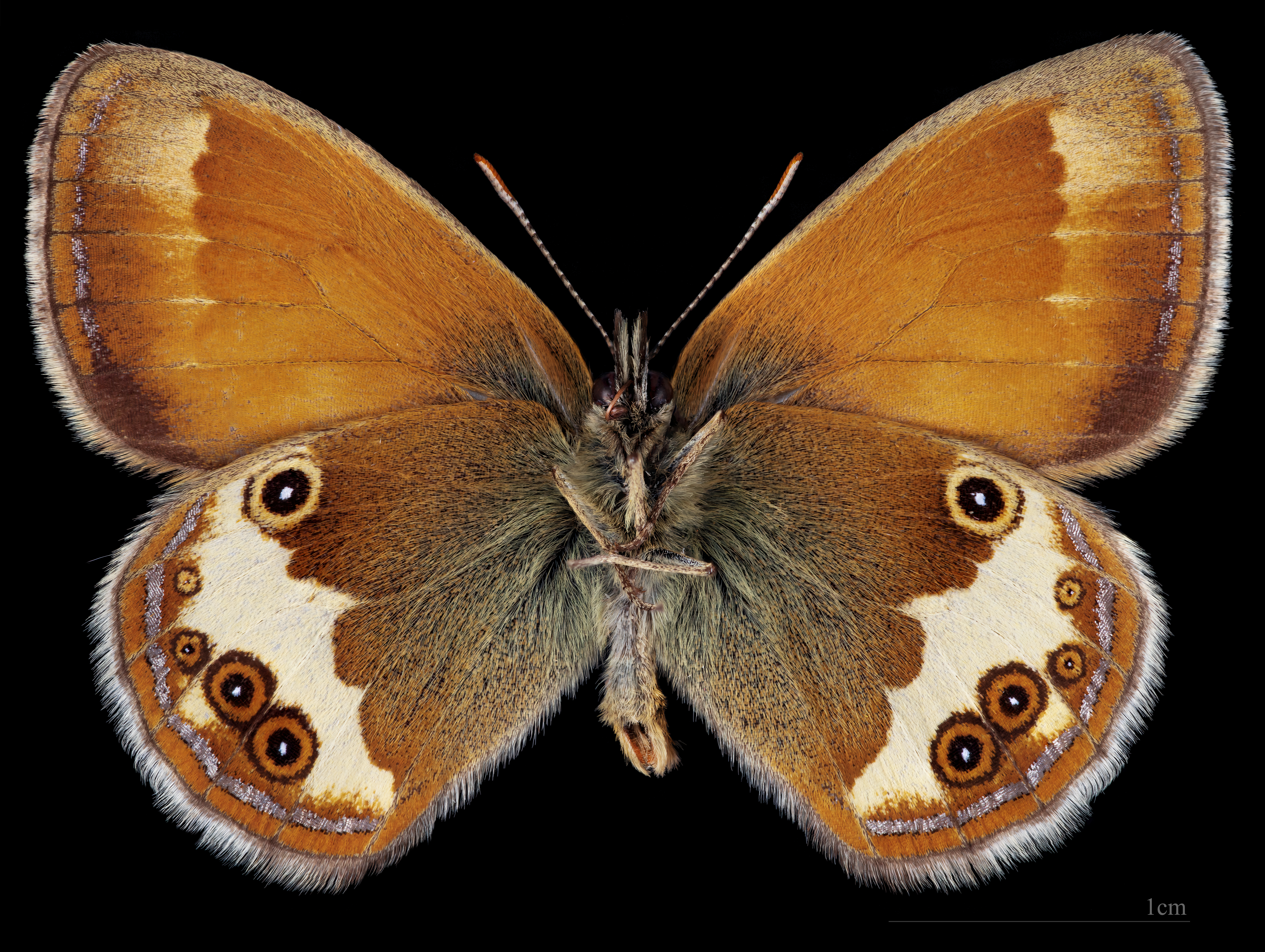
Coenonympha arcania ♂  △
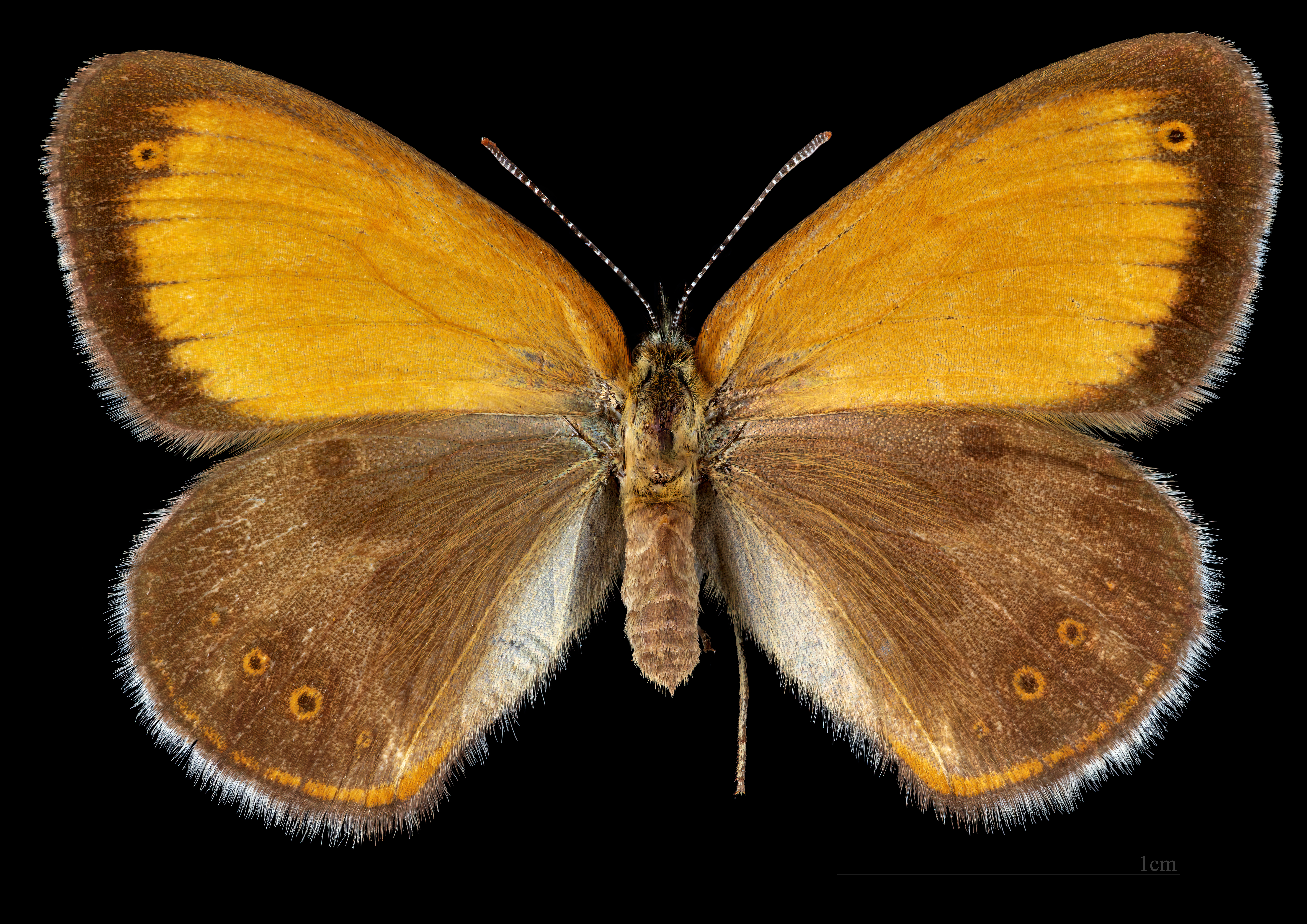
Coenonympha arcania ♀
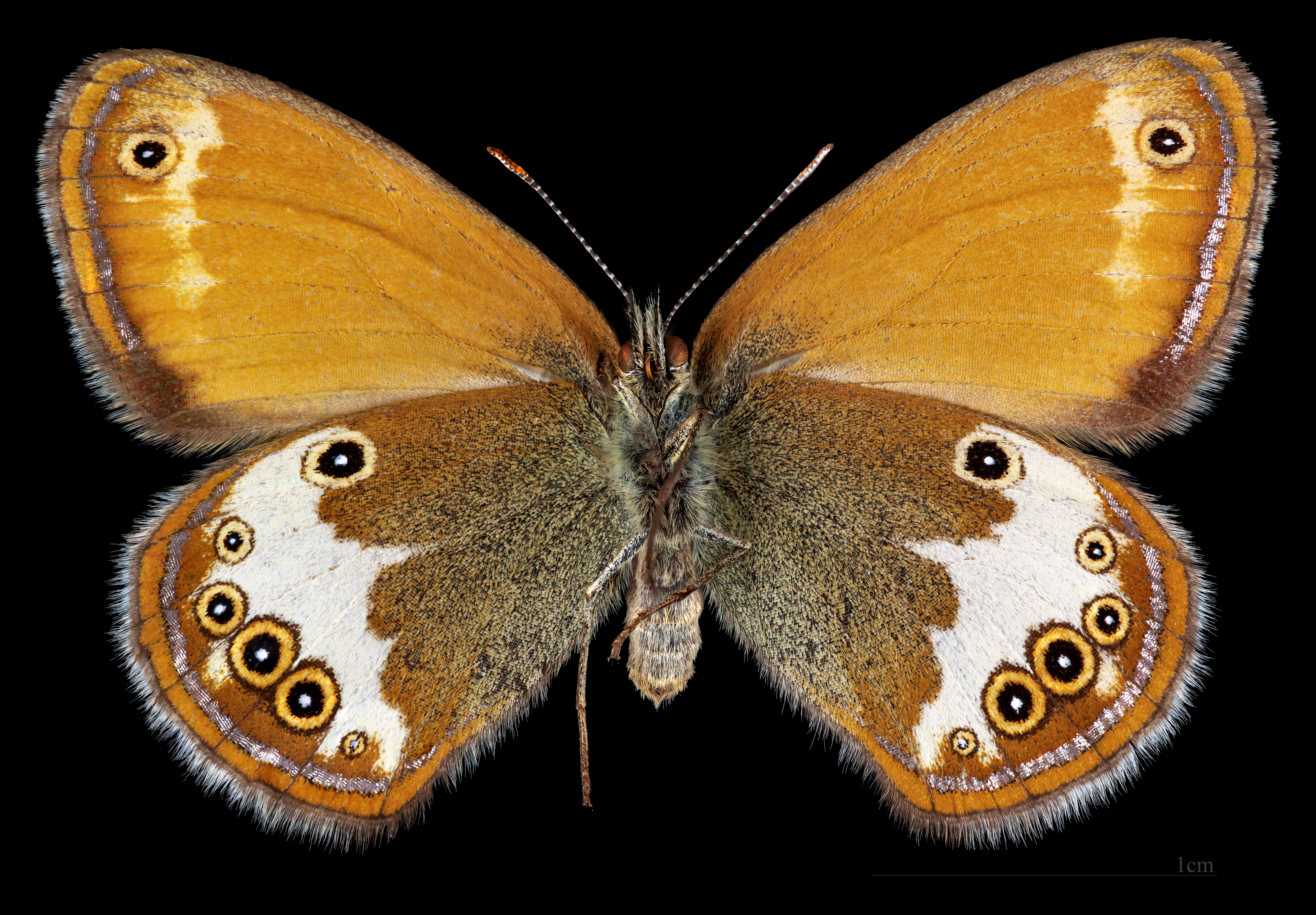
Coenonympha arcania ♀  △

## Siedlisko
Polany, zarośla, leśne drogi i skraje lasów.

## Biologia i rozwój
Wykształca jedno pokolenie w roku (czerwiec-lipiec). Rośliny żywicielskie: kłosownica pierzasta, kłosówka wełnista i perłówka zwisła. Jaja składane są pojedynczo na roślinie żywicielskiej. Larwy wylęgają się po 2 tygodniach, zimują w czwartym stadium. Stadium poczwarki trwa 1,5-3 tygodni.

## Rozmieszczenie geograficzne
Gatunek europejski, sięgający do zachodniej Syberii i Turcji. W Polsce występuje na terenie całego kraju.